# Suhoj Su-30
Suhoj Su-30 (NATO naziv "Flanker-C") je dvomotorni višenamjenski lovac-bombarder koji je u službu ušao 1996. Može se koristiti za održavanje zračne nadmoći ali i za jurišne zadatke.

## Razvoj

### Su-27PU
Iako je izvorni Su-27 imao prilično dobar radijus djelovanja, to nije bilo dovoljno za određene zadatke koje je zahtijevala sovjetska protuzračna obrana. Zbog toga je izrađeno nekoliko prototipa koji su imali uvlačeći produžetak za nadolijevanje goriva tijekom leta. Produžetak se nalazio na lijevoj strani, a zbog toga je i IRST sustav pomaknut prema desno. Izrađen je jedan jednosjedni prototip oznake Su-27P i jedan dvosjedni prototip oznake Su-27PU. 
Kako je za duge misije bilo bolje imati dva člana posade, za daljnji razvoj je odabran Su-27PU. U kokpit su ugrađene dvostruke kontrole, navigacijska elektronika za dalekometne misije, poboljšani sustav komunikacije i unaprijeđeni N001 radar koji je sad imao mogućnost i borbe zrak-zemlja. Prvi od dva prototipa je prvi put poletio u prosincu 1989.

## Inačice
Za potrebe ruskog zrakoplovstva, Suhoj je predložio Su-30M dvosjedni višenamjesnki zrakoplov. Tijekom 90-ih je vjerojatno izrađeno nekoliko za potrebe testiranja, no o tome nema više informacija.
 Kasnije je razvijena i izvozna inačice Su-30MK, a 1993. na pariškom zračnom sajmu, prenamijenjeni Su-27UB je korišten kao demonstrator za Su-27MK. Mogao je nositi 8 tona tereta, imao je 12 spojnih točaka za naoružanje, a na vrhovima krila su se mogle nositi i rakete zrak-zrak. Osim nevođenih raketnih zrna i bombi, Su-27MK je mogao nositi: 
- Optoelektronski navođena oružja kao Kh-29T zrak-zemlja dalekometnu raketu, Kh-59T kratkog dometa, te bombe KAB-500Kr i KAB-1500Kr.
- Kh-31P proturadarsku raketu.
- Laserski navođene bombe kao što su Kh-29L i KAB-1500L. Prilikom nošenja ovog naoružanja zrakoplov na sebi nosi i kapsulu za navođenje oružja.

## Korisnici
Alžir
- Alžir ima 44 Su-30MKA.

 NR Kina
- Kinesko ratno zrakoplovstvo koristi 76 Su-30MKK. Prvih 38 je dostavljeno između 20. prosinca 2000. i kraja 2001. Drugi dio (38 zrakoplova) je naručeno 2001. i dostavljeno do 2003. Kinesko mornaričko zrakoplovstvo koristi 24 Su-30MK2 koji su naručeni u siječnju 2003. i dostavljeni do kolovoza 2004.

 Indija
- Indija je odlučila kupiti 50 zrakoplova i nabaviti licencu od Suhoja za proizvodju 140 Su-30MKI. Indija očekuje da će na kraju raspolagati s 230 zrakoplova.

 Indonezija
- Indonezija trenutno koristi 2 Su-27SK i 2 Su-30MK (nabavljeni 2003). Na temelju ugovora sklopljenog potkraj kolovoza 2007., Rusija je tijekom prosinca prošle godine započela s isporukom Indoneziji šest borbenih aviona Suhoj Su-30Mk2. Do sredine siječnja isporučena su tri aviona, koji su nakon obavljenih probnih letova u zrakoplovnoj bazi Hassanuddyn predani predstavnicima ratnog zrakoplovstva. Preostali avioni Su-30Mk2 trebaju biti isporučeni do kraja 2009. godine.

 Malezija
- Malezija je u svibnju 2003. potpisala ugovor o kupnji 18 Su-30MKM. Prva dva zrakoplova su formalno predana 23. svibnja 2007. dok je ostatak trebao doći do kraja 2008.

 Rusija
- Rusija koristi 19 zrakoplova.

 Venezuela
- Venezuela je 14. lipnja 2006. najavila kupnju 24 Su-30MK2. Prva dva su dostavljena u prosincu 2006., 8 drugih je dostavljeno tijekom 2007., 14 tijekom 2008. Od tih 14 posljednja četiri su dostavljena u kolovozu.

 Vijetnam
- Vijetnam koristi 30 Su-30MK2

## Tehničke karakteristike
Osnovne karakteristike
- posada: 2
- dužina: 21,9 m
- raspon krila: 14,7 m
- površina krila: 62 m2
- visina: 6,36 m

Letne karakteristike
- najveća brzina: 2.120 km/h (Mach 2,0)
- dolet: 3.000 km
- brzina penjanja: 230 m/s
- najveća visina leta: 17.300 m
- specifično opterećenje krila: 401 kg/m
- motor: 2 x AL-31FL

## Ostale inačice
- Suhoj Su-30MKI
- Suhoj Su-30MKK